# Eleccions generals de Tanzània de 1975
El 26 d'octubre de 1975 es van celebrar eleccions generals en Tanzània. El país era un estat unipartidista en aquest moment, amb la Unió Nacional Africana de Tanganyika com a únic partit legal en el continent, i el Partit Afro-Shirazi era l'únic partit a Zanzíbar. Per a les eleccions a l'Assemblea Nacional hi havia dos candidats del mateix partit en cadascuna de les circumscripcions electorals (encara que es van triar 40 sense oposició), mentre que les eleccions presidencials eren en realitat un referèndum sobre la candidatura del líder del TANU, Julius Nyerere.